# Juist (plaats)
Juist is een gehucht in de gemeente Eemsdelta in de provincie Groningen. Het ligt ten zuiden van Loppersum en ten westen van Winneweer. Centraal in het gehucht staat de boerderij De Juist, die vroeger Lewenheerd genoemd werd.
Het gehucht dankt zijn naam aan de borg die hier in het verleden heeft gestaan.  

## Geschiedenis
Het gebied ligt aan de vroegere loop van de rivier de Fivel, waarvan hier meerdere meanders liepen. De boerderijen lagen daartussen. Een deel van deze meanders is in de 20e eeuw wegverkaveld. 
In 1478 was het gebied onderdeel van de Hamster klauw. De naam Den Ham verwijst hier niet naar de borg Duirsum of Ten Ham, maar naar de gebiedsnaam ham, die vermoedelijk verwijst naar aangeslibd land aan de Fivel verwijst) van het Kerspel Loppersum. Er lagen hier toen vermoedelijk 7 edele heerden, waarvan 5 rond De Juist:
- In het zuidelijke deel stonden de Le(e)wenheerd (of Leuwenheerd of Rijpemaheerd; nu De Juist) en de Eilardaheerd 'op de Tiuche' (ook Tiugen, Tiucke, Tiuchen of Tjuchem).[4][5]
- In het noordelijke deel stonden 'op de Juist' (ook wel Juijst en na de sloop 'Ol Juust'), Bolemaheerd (of Boel(e)maheerd of Hommaheerd) en de Boijemaheerd (of Munsterheerd).[5] Een doodlopend pad ten zuiden van de Boelemaheerd wijst naar de locatie waar vroeger nog een boerderij stond.

De 2 andere heerden waren Duirsum (Duyrtsemaheerd) en Eikema- of Eikemaheerd. Van de 7 heerden is alleen De Juist verdwenen.

### De Juist
In 1551 wordt de heerd 'op de Juist' genoemd toen redger Wolter in den Ham eigenaar was en er 80 grazen land (iets minder dan 40 hectare) bij hoorde. Hij stierf in 1568. Zijn protestantsgezinde zoon en redger Tamme moest in 1569 vluchten voor de Spaanse overheersers, waarna het gebouw in 1570 werd geconfisqueerd middels een uitspraak van de Raad van Beroerten. Volgens Abel Eppens door toedoen van Johan de Mepsche, die de redgerrechten en collatierechten van de hele klauw wilde hebben. De Juist bestond toen volgens de omschrijving uit een zaal, 2 kleine kamers, keuken, maagdenkamer, achterhuis en schuur. Tamme overleed vóór 1574. Bij de Pacificatie van Gent in 1576 werd de confiscatie ongedaan gemaakt, maar in 1578 werd het door de crediteuren van Tamme verkocht aan de Spaansgezinde burgemeester van Joachim Ubbena en secretaris van de Hoofdmannenkamer Popco Everardi d'Embda, waarbij de laatste het bewoonde. Ondertussen voerden de erfgenamen van Tamme juridische processen over het beheer van de heerd voor zijn minderjarige zoon.  
Het gebouw bleef eigendom van Popco en dus in katholieke handen. Zijn zoon Fecko Everhardi d'Embda bezat na hem het gebouw. De situatie is onduidelijk in die jaren: in 1598 verhuurde hij het gebouw, in 1610 werd het echter verhuurd door vrouwe Ellitien Schaffers. Na zijn dood werd het geheel bij een boedelscheiding in 1625 echter wel verdeeld over zijn kinderen Everhardus en Maria. Maria was getrouwd met Hendrik Pathuis, die het gebouw volledig verwierf. Na zijn dood verkocht Maria het gebouw in 1636 aan haar eveneens verweduwde moeder Margreta Asschendorps. Het werd toen reeds bewoond door een meier. Het grondeigendom bestond toen uit 74 grazen. In 1653 werd het goed opnieuw verkocht, ditmaal als een borg met behuizing. Familielid Bartholdus 'd Embda kocht het. Ergens in de jaren erna werd het verkocht aan Henricus Canter. In 1681 trouwde Johanna Margrieta Canters op de borg met Theodorus Nannens van Groningen. Mogelijk woonden zij er dus ook. In 1720 liet hoofdeling Johan Adam van Hinsbee(c)k er een akte passeren, wat erop lijkt te wijzen dat hij er toen woonde. In 1729 werd de borg bewoond door meier Klaas Ulbrants. Vermoedelijk is het daarna gesloopt.  

Ten noordwesten van het omgrachte borgstee werd vervolgens een nieuwe boerderij gebouwd op het omgrachte buitenterrein erachter. Deze situatie is zichtbaar op de kadastrale minuut van 1832. Begin 20e eeuw waren de grachten aan zuidwest- en zuidoostzijde reeds verdwenen. Rond 1907 kwam het land in handen van de eigenaar van boerderij Lewenheerd. In 1914 liet deze de boerderij slopen. De grachten waren toen al grotendeels verworden tot greppels. Begin jaren 1970 egaliseerde de eigenaar het terrein, vlak voor het in 1973 werd aangewezen tot rijksmonument. In 1999 werd het terrein door de toenmalige eigenaar nog verder geëgaliseerd, maar ditmaal eiste het ROB dat de werkzaamheden werden teruggedraaid. Op het terrein zijn een aantal lichte verhogingen zichtbaar die verwijzen naar de locatie van de boerderij naast de borg. De meest zuidelijke verhoging ligt ter plaatse van de noordwestelijke gracht. De rest van het terrein is onderdeel van een akkerbouwperceel. 

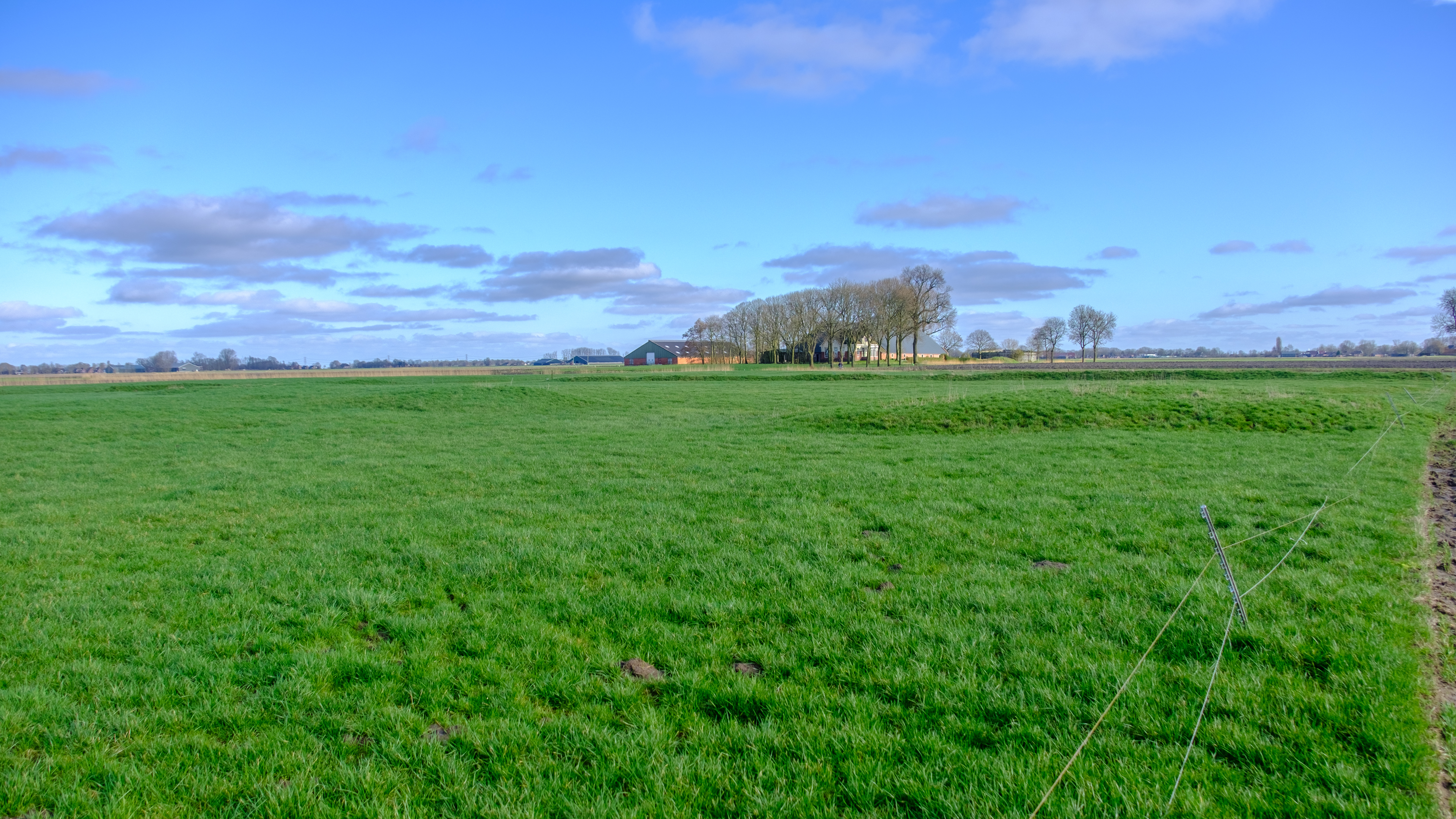
Het terrein van de in de 20e eeuw gesloopte boerderij met boerderij De Juist op de achtergrond. De verhoging achterin het grasland verwijst naar de locatie van de noordwestelijke gracht van de borg De Juist.
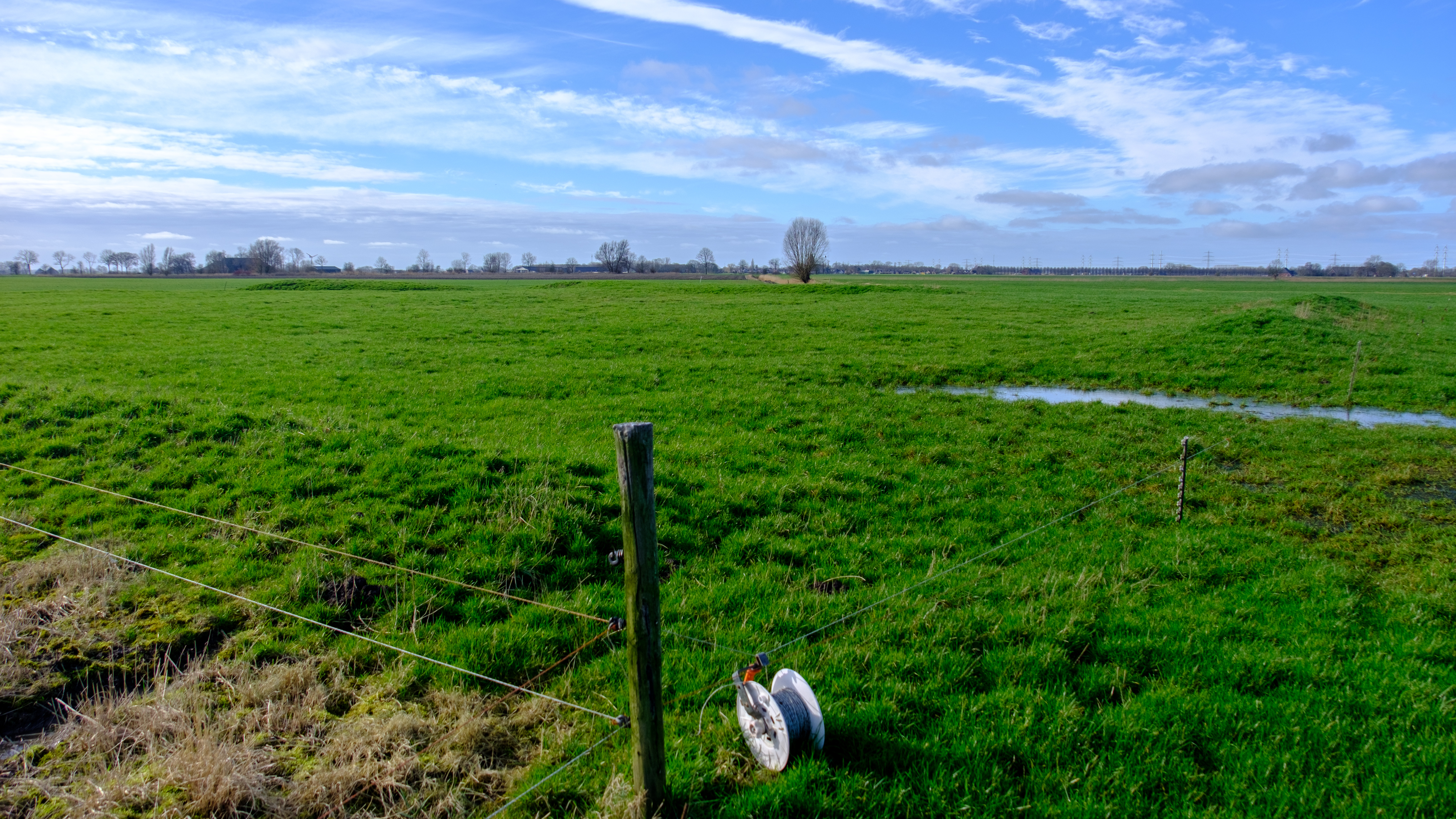
Close-up van het terrein van de in de 20e eeuw gesloopte boerderij achter de borg
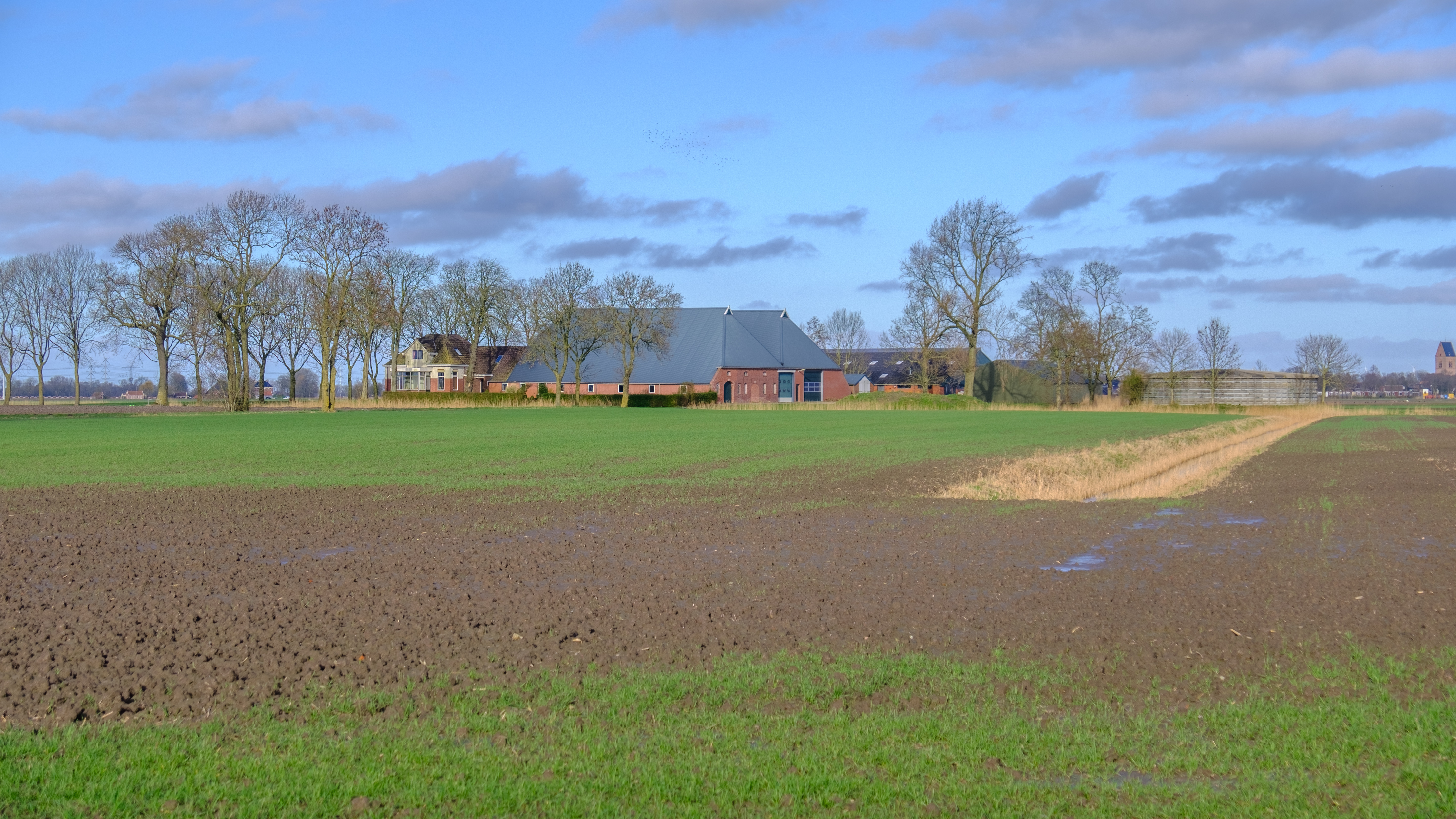
Boerderij De Juist gezien vanaf de Delleweg

Groningen: Steden en dorpen      Nederland: Provincies · Gemeenten